# Blood Brothers (Rose Tattoo)
Blood Brothers è il settimo album in studio della hard rock band Rose Tattoo, pubblicato il 16 febbraio 2007 per l'etichetta discografica Armageddon Products.

## Tracce
1. Black Eyed Bruiser - 3:31
2. Slipping Away - 3:10
3. Once in a Lifetime - 4:44
4. 1854 - 3:38
5. City Blues - 4:47
6. Sweet Meat - 3:53
7. Man About - Town 3:18
8. Creeper - 5:25
9. Standover Man - 2:43
10. Nothing to Lose - 3:26
11. Lubricated - 2:27

## Formazione
- Angry Anderson - voce
- Mick Cocks - chitarra
- Dai Pritchard - chitarra
- Steve King - basso
- Paul DeMarco - batteria